# Ochrotrichia okanoganensis
Ochrotrichia okanoganensis är en nattsländeart som beskrevs av Oliver S. Flint Jr. 1965. Ochrotrichia okanoganensis ingår i släktet Ochrotrichia och familjen smånattsländor. Inga underarter finns listade i Catalogue of Life.